# Phyllanthus bernerianus
Phyllanthus bernerianus là một loài thực vật có hoa trong họ Diệp hạ châu. Loài này được Baill. ex Müll.Arg. miêu tả khoa học đầu tiên năm 1866.